# Интерферометрия
Интерферометрията включва група методи, при които вълните (обикновено електромагнитни вълни) се наслагват, предизвиквайки явлението интерференция, което се използва за извличане на информация. Интерферометрията е важна техника на изследване в областите на астрономията, оптичните влакна, метрологията, океанографията, сеизмологията, спектроскопията, квантовата механика, ядрената физика, физиката на елементарните частици, физиката на плазмата, дистанционните изследвания, биомолекулярните взаимодействия, повърхностното профилиране, микрохидродинамиката, оптометрията и други.:с. 1 – 2
Интерферометрите намира широко приложение в науката и промишлеността за измерване на малки отмествания, промени в показателя на пречупване и повърхностни неравности. При повечето такива уреди, светлината от един източник се разделя на два лъча, които преминават по различни оптични пътища, а впоследствие отново се събират, за да създадат интерференция. В други случаи, два некохерентни източника също могат могат да бъдат настроени така, че да интерферират. Получената интерференция предоставя информация относно разликата в дължините на оптичните пътища. В аналитичната наука, интерферометрите се използват за измерване на формата на оптични компоненти с нанометрична точност. Това са най-точните измервателни уреди за дължина, които съществуват. Във Фурие-спектроскопията, те се използват за анализиране на светлина, съдържаща абсорбционни или емисионни черти, свързани с дадено вещество или смес. Астрономическият интерферометър е съставен от два или повече телескопа, които комбинират сигналите си, предоставяйки резолюция, равняваща се на телескоп с диаметър колкото най-голямото раздалечение между индивидуалните елементи.

## Основни принципи
Интерферометрията се възползва от принципа на наслагване, комбинирайки вълните по такъв начин, че резултатът от тяхното събиране да има някакво смислено свойство, предоставящо информация относно първоначалното им състояние. Това работи, тъй като, когато две вълни с една честота се комбинират, полученият модел на интензитета се определя от разликата във фазите между двете вълни – вълните, които са във фаза търпят конструктивна интерференция, докато вълните извън фаза търпят деструктивна интерференция. Вълните, които не са съвсем във фаза имат междинен модел на интензитета, който може да се използват за установяване на фазовата им разлика.:с. 3 – 12
Обикновено (Фиг. 1), един лъч кохерентна светлина се разделя на два идентични лъча чрез частично отразяващо огледало. Всеки от тези лъчи пътува по различен маршрут, като те се комбинират отново преди да достигнат детектора. Разликата в изминатите от тях пътища създава фазова разлика между тях. Именно тази създадена фазова разлика създава картина на интерференция между първоначално еднаквите вълни.:с. 14 – 17 Ако един лъч е разделен на два, пътуващи по различни пътеки, тогава фазовата разлика е показателна за всичко, което би променило фазата по пътя. Това може да е физическа промяна в дължината на самия път или промяна на показателя на пречупване по пътя.:с. 93 – 103
Както се вижда на Фиг. 2a и 2b, наблюдателят има пряка видимост към огледалото M1 и вижда отразеното изображение M′2 от огледалото M2. Получените ивици могат да се интерпретират като резултат от интерференция между светлината, идваща от двете изображения S′1 и S′2 от оригиналния източник S. Характеристиките на интерференчната картина зависят от естеството на източника на светлина и конкретната ориентация на огледалата. На Фиг. 2a оптичните елементи са ориентирани така, че S′1 и S′2 се намират на една права срещу наблюдателя и получената интерференчна картина е представена от кръгове, центрирани около нормалата към M1 и M'2. На Фиг. 2b огледалата M1 и M′2 са килнат едно спрямо друго, а получените ресни заемат формата на конични сечения, но ако M′1 и M′2 се препокриват, тогава ресните близо до оста са прави, успоредни и равномерно разпределени. Ако S е просторен източник, а не точка, ресните на Фиг. 2a трябва да се наблюдават с телескоп към безкрайност, докато ресните на Фиг. 2b ще бъдат локализирани върху огледалата.:с. 17
Употребата на бяла светлина води до картина от цветни ивици (Фиг. 3).:с. 26 Централната ресна, обозначаваща равни пътища, може да е светла или тъмна, в зависимост от броя на обръщанията на фазата, през които минават двата лъча, докато преминават през оптичната система.:с. 26,171 – 172